# Herpele
Herpele es un género de anfibios gimnofiones de la familia Herpelidae.

## Especies
Según ASW:
- Herpele multiplicata Nieden, 1912.

- Herpele squalostoma (Stutchbury, 1836).

Las dos especies son endémicas de la zona centrooccidental de África: se hallan en el sudeste de Nigeria, en el Camerún, en Gabón, en Guinea Ecuatorial y en la isla de Bioko, en el oeste de la República Centroafricana, en el oeste de la República del Congo y en el extremo occidental de la República Democrática del Congo. Tal vez se halle representado también en la zona de Cabinda (Angola). 